# Guilly d’Herbemont

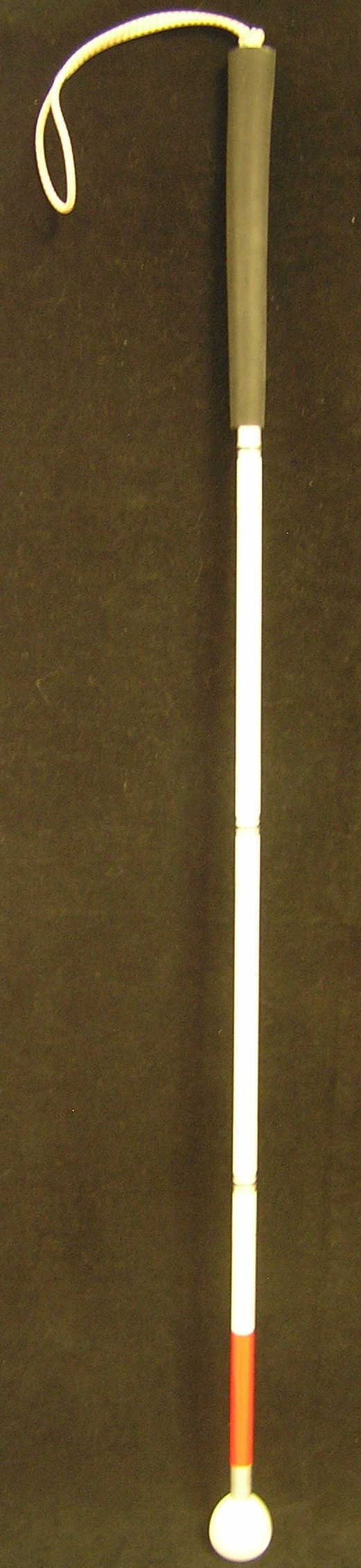

Guilly d’Herbemont (* 25. Juni 1888 in Brüssel; † 28. Februar 1980) gilt als Erfinderin des Weißen Langstocks für Blinde und Sehbehinderte, dessen Handhabung im Zuge eines Orientierungs- und Mobilitätstrainings erlernt wird.
Guilly d’Herbemont war die Tochter einer Belgierin und eines Franzosen. Schon als Kind lebte sie abwechselnd in Brüssel und Paris. Anscheinend wirkte sie später in Paris als Musikerin und Schriftstellerin. Ihr fiel auf, dass Blinde auf den Straßen in Paris durch die Motorisierung des Verkehrs zunehmend gefährdet waren. Die Polizei in Frankreich verwendete damals weiße Signalstöcke, um den Verkehr zu regeln und Autos anzuhalten. Guilly d’Herbemont hatte den Einfall, die Farbe Weiß bzw. weiß gestrichene Stöcke sehbehinderten und blinden Verkehrsteilnehmern zur Verfügung zu stellen, um auf sich aufmerksam zu machen. Am 7. Februar 1931 präsentierte sie dieselben im Beisein mehrerer französischer Minister der Öffentlichkeit – der Tag, der als Geburtsstunde des Weißen Blindenlangstocks gilt.
Dazu ist in Wien, in der Neuen Freien Presse, am 24. Feber 1931 folgendes auf der Titelseite zu lesen:
„(Weiße Stöcke für die Blinden.) Aus P a r i s wird uns berichtet: Eine sehr begrüßenswerte, vom »Echo de Paris« mit großem Nachdruck geförderte Anregung ist kürzlich verwirklicht worden. Ein junges Mädchen, Mademoiselle Guilly d’Herbemont, hatte vorgeschlagen, daß den Blinden weiße Stöcke gegeben werden mögen, die auf der Straße als stummes Zeichen dienen sollten, daß der Träger dem Schutze und der Fürsorge der Bevölkerung und der Wachleute empfohlen wird. Diese glückliche Idee wurde von den Behörden aufgegriffen und kürzlich fand die Verteilung solcher Stöcke, die mit einem Ring versehen sind, der das Wappen der Stadt Paris trägt, an die Pariser Blinden statt. Die Feierlichkeit der Überreichung von 5000 Stöcken, bei der der Präsident der Republik (der 1945 hingerichtete Pierre Laval) durch Admiral Bedel vertreten wurde, fand unter dem Vorsitz von M. Henry Simond, dem Herausgeber des „Echo de Paris“, statt und machte tiefen Eindruck. Der weiße Stock für die Blinden wird auch im übrigen Frankreich, ebenso aber in Spanien und Rumänien eingeführt werden.“
In den Jahren 1944–1945 wurde der Weiße Langstock von Richard Edwin Hoover weiterentwickelt und ein Schulungsprogramm für den Umgang mit dem Stock erprobt. Jährlich wird am internationalen Tag des weißen Stockes, dem 15. Oktober, der von den Vereinten Nationen 1969 ausgerufen wurde, auf die hilfreiche Entwicklung der Französin aus Courcelles-sur-Viosne bei Paris hingewiesen.